# U 379 (Kriegsmarine)
De U 379 was een U-boot van de Duitse Kriegsmarine tijdens de Tweede Wereldoorlog. Het was een VIIC-boot onder commando van korvetkapitein Paul-Hugo Kettner. Het was een van de vele U-boten die konvooi SC-94 aanvielen tussen 5 en 8 augustus 1942.

## Geschiedenis
Op 8 augustus 1942 vielen U-boten waaronder de U 379 nabij Groenland het konvooi SC-94 aan. Het Britse korvet HMS Dianthus beschadigde de U 379 met dieptebommen en dwong de lekkende boot naar de oppervlakte waar hij door rammen tot zinken gebracht werd. 

## Ondergang
De U 379 zonk op 8 augustus 1942 in het noorden van de Atlantische Oceaan, ten zuidoosten van Kaap Vaarwel in Groenland, in positie 57° 11′ 0″ NB, 30° 57′ 0″ WL door rammen en dieptebommen van de Britse korvet HMS Dianthus.
Vijf bemanningsleden konden zich nog redden door in zee te springen terwijl de andere veertig man, met hun commandant Paul-Hugo Kettner, voorgoed ten onder gingen.